# Штітнік (річка)
Штітнік (словац. Štítnik) — річка в Словаччині, права притока Сланої, протікає в окрузі Рожнява.
Довжина — 32.8 км; площа водозбору 229.6 км².
Витікає з масиву Століцке-Врхи під горою Століца на висоті 1240 метрів. Протікає біля села Чьєрна Легота. Серед приток — Ганковський потік.
Впадає у Слану біля села Плешівец на висоті 210 метрів.